# Caenurgia
Caenurgia is een geslacht van vlinders van de familie spinneruilen (Erebidae), uit de onderfamilie Catocalinae.

## Soorten
- C. adusta Walker, 1865
- C. convalescens Guenée, 1852
- C. chloropha Hübner, 1818
- C. fortalitium Tauscher, 1809
- C. runica Felder, 1874
- C. togotaria Walker, 1862